# شون بيلي (سياسي)
شون بيلي (بالإنجليزية: Shaun Bailey)‏ هو سياسي بريطاني، ولد في 1971 في لندن في المملكة المتحدة. نشط حزبياً في حزب المحافظين. في 2016 London Assembly election ‏، انتخب عضو هيئة لندن التشريعية ‏ عن دائرة Londonwide ‏ وقد انضم خلال فترته النيابية ‏ (5 مايو 2016 – ) للكتلة البرلمانية GLA Conservatives ‏.